# Référendums de 2021 dans l'État de New York
Cinq référendums ont lieu le 2 novembre 2021 dans l'État de New York.